# NGC 2029
NGC 2029 is een supernovarest in de Grote Magelhaense Wolk in het sterrenbeeld Goudvis. Het hemelobject werd op 27 september 1826 ontdekt door de Schotse astronoom James Dunlop.

## Synoniemen
- ESO 56-EN156